# Cours de La Martinique
Le cours de La Martinique est une avenue de Bordeaux.

## Situation et accès
Elle est située dans le quartier des Chartrons, et va du quai des Chartrons à la rue du Jardin-public.

## Origine du nom
La voie a été nommée en hommage aux victimes de l'éruption de la Montagne Pelée le 8 mai 1902.

## Historique
La décision d'ouvrir cette voie fut prise en 1896 pour améliorer l’accès au port de La Lune, trente ans après l'ouverture du cours du Médoc.
Les travaux consistèrent en l'élargissement de trois anciennes rues : les rues Doidy, Plantey et Saint-Esprit.
Le cours de La Martinique est inauguré en 1907.

## Architecture
Plus de la moitié des grands immeubles aux façades éclectiques, bordant la voie furent bâtis par seulement sept architectes entre 1900 et 1902. Trois d’entre eux furent particulièrement prolifiques : Jacques-Albert Touzin, Achille Monginoux et JustinTusseau.
- no 13-17, hôtel de Maistre, bâtiments de style néo-classique conçus par Monginoux.
- no 19, immeuble de style Art nouveau par Monginoux.
- no 36, les chais de la maison Pépin, dans un style néo-Louis XVI, par Touzin.
- no 47, immeuble en brique inspiré du XVIIe par Monginoux.
- no 59, hôtel particulier de style néo-rococo, par Tusseau.
- no 73-75, immeubles de style néo-Louis XVI, par Touzin.
- no 78, immeuble à linteau d'inspiration néo-Renaissance, par Jean-Jacques Valleton, tout particulièrement connu pour le modillon représentant un petit singe[4].